# 前橋市立鎌倉中学校
前橋市立鎌倉中学校（まえばししりつ かまくらちゅうがっこう）は群馬県前橋市上細井町にある公立中学校。

## 所在地
- 群馬県前橋市上細井町2130

## 沿革
- 1983年 - 前橋市立南橘中学校の生徒数増大による分離校として開校

## 教育目標
「知恵深く、健やかな体、優しい心」
- （1）強い知的要求をもち、学び続ける学習力のある生徒。
- （2）強靱な意志と体力をもち、力強く生き抜く生徒。
- （3）郷土を愛し、人間を大切にする豊かな心をもつ生徒。

## 学区
- 幸塚町[2]
- 上沖町
- 下沖町
- 上細井町
- 下細井町
- 北代田町
- 龍蔵寺町
- 青柳町（一部）

## 周辺主要施設
- 前橋市立前橋高等学校
- 前橋市立細井小学校
- 前橋市立細井保育園
- 前橋北病院
- 前橋合同庁舎

## 主な卒業生
- 服部浩紀 - 元プロサッカー選手、サッカー指導者（JFA 公認S級コーチ）
- 岩沼俊介　サッカー選手(コンサドーレ札幌、ECヴィトーリア、松本山雅FC、京都サンガ、長野パルセイロ、Shibuya city FC)など。